# Prosthechea
Genre
Classification phylogénétique
Le genre Prostechea est un genre de la famille des Orchidaceae qui regroupe une partie des orchidées répertoriées avant 1997 dans le genre Encyclia elles-mêmes regroupées avant 1961 dans le genre Epidendrum.
Ce sont les travaux réalisés sur l'ADN des orchidées par  W.E.Higgins qui ont permis de différencier ce genre. Il est donc assez fréquent de trouver ces orchidées dans le commerce sous la dénomination Encyclia d'autant plus que ce genre est sujet à controverse entre de nombreux botanistes mais l'usage de ce nom est malgré tout reconnu  par l'emblématique institution des jardins botaniques royaux de Kew et par le NCBI. On assiste depuis 1996 à des changements incessants dans la dénomination de certaines de ces orchidées... Anacheilium, Encyclia, Prosthechea, le plus simple étant de se référer au basionyme de chaque taxon.  
Initialement, le genre fut défini par George Beauchamp Knowles & Frederic Westcott en 1838 et ne comprenait qu'une seule espèce Prosthechea glauca

## Description
Le genre se caractérise par la présence de pseudobulbes allongés et aplatis comme des fuseaux terminés par un feuillage étroit comprenant deux, voire trois, feuilles. Les pseudobulbes sont séparés par un rhizome allant de 1 à 8 cm de longueur. Différence notable avec les Encyclias, le labelle n'est pas trilobé et n'entoure pas la colonne avec ses lobes latéraux. les racines n'excèdent pas 1 millimètre de diamètre.

## Répartition géographique
Amérique centrale, sud des États-Unis, Mexique

## Culture
Les Prostechea sont, comme beaucoup d'orchidées, des plantes épiphytes qui ne supporteront pas d'être placées dans un terreau classique et qui ne tolèreront pas une exposition directe au soleil. néanmoins, elles exigent une luminosité importante afin de refleurir. elles seront donc cultivées dans un substrat à base d'écorces de pin (très drainant) et de sphaigne pour maintenir une certaine humidité sans jamais d'eau résiduelle en choisissant un emplacement le plus lumineux possible. Il est également possible de les cultiver en hydroponie (substrat constitué de billes d'argile baignant dans l'eau mais en faisant en sorte que les racines ne touchent pas l'eau).

## Espèces botaniques
- Prosthechea abbreviata (Schltr.) W.E.Higgins (1997 publ. 1998).
- Prosthechea aemula (Lindl.) W.E.Higgins (1997 publ. 1998).
- Prosthechea alagoensis (Pabst) W.E.Higgins (1997 publ. 1998).
- Prosthechea allemanii (Barb.Rodr.) W.E.Higgins (1997 publ. 1998).
- Prosthechea allemanoides (Hoehne) W.E.Higgins (1997 publ. 1998).
- Prosthechea aloisii (Schltr.) Dodson & Hágsater (1999).
- Prosthechea apuahuensis ( Mansf.) Van den Berg (2001).
- Prosthechea arminii (Rchb.f.) Withner & P.A.Harding (2004).
- Prosthechea baculus (Rchb.f.) W.E.Higgins (1997 publ. 1998).
- Prosthechea barbozae Pupulin (2004).
- Prosthechea bennettii (Christenson) W.E.Higgins (1997 publ. 1998).
- Prosthechea bicamerata (Rchb.f.) W.E.Higgins (1997 publ. 1998).
- Prosthechea boothiana (Lindl.) W.E.Higgins (1997 publ. 1998).
- Prosthechea brachiata (A.Rich. & Galeotti) W.E.Higgins (1997 publ. 1998).
- Prosthechea brachychila (Lindl.) W.E.Higgins (1997 publ. 1998).
- Prosthechea brassavolae ( Rchb.f.) W.E.Higgins (1997 publ. 1998).
- Prosthechea bulbosa (Vell.) W.E.Higgins (1997 publ. 1998).
- Prosthechea caetensis (Bicalho) W.E.Higgins (1997 publ. 1998).
- Prosthechea calamaria (Lindl.) W.E.Higgins (1997 publ. 1998).
- Prosthechea campos-portoi (Pabst) W.E.Higgins (1997 publ. 1998).
- Prosthechea campylostalix (Rchb.f.) W.E.Higgins (1997 publ. 1998).
- Prosthechea carrii V.P.Castro & Campacci (2001).
- Prosthechea chacaoensis (Rchb.f.) W.E.Higgins (1997 publ. 1998).
- Prosthechea chondylobulbon (A.Rich. & Galeotti) W.E.Higgins (1997 publ. 1998).
- Prosthechea christyana (Rchb.f.) Garay & Withner (2001).
- prosthechea citrina  ( La Llave &  Lex.)  W.E.Higgins
- Prosthechea cochleata (L.) W.E.Higgins (1997 publ. 1998). 
  - Prosthechea cochleata var. cochleata.
  - Prosthechea cochleata var. triandra (Ames) Hágsater (2002).
- Prosthechea concolor (Lex.) W.E.Higgins (1997 publ. 1998).
- Prosthechea crassilabia ( Poepp. &  Endl.)  Carnevali &  I.Ramirez 2003.
- Prosthechea cretacea (Dressler & G.E.Pollard) W.E.Higgins (1997 publ. 1998).
- Prosthechea elisae Chiron & V.P.Castro (2003).
- Prosthechea faresiana (Bicalho) W.E.Higgins (1997 publ. 1998).
- Prosthechea farfanii Christenson (2002).
- Prosthechea fausta (Rchb.f. ex Cogn.) W.E.Higgins (1997 publ. 1998).
- Prosthechea favoris (Rchb.f.) Salazar & Soto Arenas (2001).
- Prosthechea fortunae (Dressler) W.E.Higgins (1997 publ. 1998).
- Prosthechea fragrans (Sw.) W.E.Higgins (1997 publ. 1998).
- Prosthechea garciana (Garay & Dunst.) W.E.Higgins (1997 publ. 1998).
- Prosthechea ghiesbreghtiana (A.Rich. & Galeotti) W.E.Higgins (1997 publ. 1998).
- Prosthechea gilbertoi (Garay) W.E.Higgins (1997 publ. 1998).
- Prosthechea glauca Knowles & Westc. (1838).
- Prosthechea glumacea (Lindl.) W.E.Higgins (1997 publ. 1998).
- Prosthechea grammatoglossa (Rchb.f.) W.E.Higgins (1997 publ. 1998).
- Prosthechea greenwoodiana (Aguirre-Olav.) W.E.Higgins (1997 publ. 1998).
- Prosthechea hajekii D.E.Benn. & Christenson (2001).
- Prosthechea hartwegii (Lindl.) W.E.Higgins (1997 publ. 1998).
- Prosthechea hastata (Lindl.) W.E.Higgins (1997 publ. 1998).
- Prosthechea ionocentra (Rchb.f.) W.E.Higgins (1997 publ. 1998).
- Prosthechea ionophlebia (Rchb.f.) W.E.Higgins (1997 publ. 1998).
- Prosthechea jauana (Carnevali & I.Ramírez) W.E.Higgins (1997 publ. 1998).
- Prosthechea joaquingarciana Pupulin (2001).
- Prosthechea kautzkii (Pabst) W.E.Higgins (1997 publ. 1998).
- Prosthechea lambda (Linden ex Rchb.f.) W.E.Higgins (1997 publ. 1998).
- Prosthechea latro (Rchb.f. ex Cogn.) V.P.Castro & Chiron (2003).
- Prosthechea leopardina (Rchb.f.) Dodson & Hágsater (1999).
- Prosthechea lindenii (Lindl.) W.E.Higgins (1997 publ. 1998).
- Prosthechea linkiana (Klotzsch) W.E.Higgins (1997 publ. 1998).
- Prosthechea livida (Lindl.) W.E.Higgins (1997 publ. 1998)
- Prosthechea longipes (Rchb.f.) Chiron (2005)
- Prosthechea maculosa (Ames, F.T.Hubb. & C.Schweinf.) W.E.Higgins (1997 publ. 1998).
- Prosthechea magnispatha (Ames, F.T.Hubb. & C.Schweinf.) W.E.Higgins (1997 publ. 1998).
- Prosthechea megahybos (Schltr.) Dodson & Hágsater (1999).
- Prosthechea michuacana (Lex.) W.E.Higgins (1997 publ. 1998)
- Prosthechea micropus (Rchb.f.) W.E.Higgins (2005)
- Prosthechea moojenii (Pabst) W.E.Higgins (1997 publ. 1998).
- Prosthechea mulasii Soto Arenas & L.Cerv. (2002 publ. 2003).
- Prosthechea neglecta Pupulin (2001).
- Prosthechea neurosa (Ames) W.E.Higgins (1997 publ. 1998).
- Prosthechea obpiribulbon (Hágsater) W.E.Higgins (1997 publ. 1998).
- Prosthechea ochracea (Lindl.) W.E.Higgins (1997 publ. 1998).
- Prosthechea ochrantha (A.Rich.) (ined.)
- Prosthechea ortizii (Dressler) W.E.Higgins (1997 publ. 1998).
- Prosthechea pamplonensis (Rchb.f.) W.E.Higgins (1997 publ. 1998).
- Prosthechea panthera (Rchb.f.) W.E.Higgins (1997 publ. 1998).
- Prosthechea papilio (Vell.) W.E.Higgins (1997 publ. 1998).
- Prosthechea pastoris (Lex.) Espejo & López-Ferr. (2000).
- Prosthechea pringlei (Rolfe) W.E.Higgins (1997 publ. 1998).
- Prosthechea prismatocarpa (Rchb.f.) W.E.Higgins (1997 publ. 1998).
- Prosthechea pterocarpa (Lindl.) W.E.Higgins (1997 publ. 1998).
- Prosthechea pulcherrima (Klotzsch) W.E.Higgins (1997 publ. 1998).
- Prosthechea pulchra Dodson & W.E.Higgins (2001).
- Prosthechea punctifera (Rchb.f.) W.E.Higgins (1997 publ. 1998).
- Prosthechea pygmaea (Hook.) W.E.Higgins (1997 publ. 1998).
- Prosthechea racemifera (Dressler) W.E.Higgins (1997 publ. 1998).
- Prosthechea radiata (Lindl.) W.E.Higgins (1997 publ. 1998).
- Prosthechea regnelliana (Hoehne & Schltr.) W.E.Higgins (1997 publ. 1998).
- Prosthechea rhombilabia (S.Rosillo) W.E.Higgins (1997 publ. 1998).
- Prosthechea rhynchophora (A.Rich. & Galeotti) W.E.Higgins (1997 publ. 1998).
- Prosthechea sceptra (Lindl.) W.E.Higgins (1997 publ. 1998).
- Prosthechea semiaptera (Hágsater) W.E.Higgins (1997 publ. 1998).
- Prosthechea serrulata (Sw.) W.E.Higgins (1997 publ. 1998).
- Prosthechea sessiliflora (Edwall) W.E.Higgins (1997 publ. 1998).
- Prosthechea silvana Cath. & V.P.Castro (2003).
- Prosthechea sima (Dressler) W.E.Higgins (1997 publ. 1998).
- Prosthechea spondiada (Rchb.f.) W.E.Higgins (1997 publ. 1998).
- Prosthechea suzanensis (Hoehne) W.E.Higgins (1997 publ. 1998).
- Prosthechea tardiflora Mora-Ret. ex Pupulin (2001).
- Prosthechea tigrina (Linden ex Lindl.) W.E.Higgins (1997 publ. 1998).
- Prosthechea tripunctata (Lindl.) W.E.Higgins (1997 publ. 1998).
- Prosthechea trulla (Rchb.f.) W.E.Higgins (1997 publ. 1998).
- Prosthechea vagans (Ames) W.E.Higgins (1997 publ. 1998).
- Prosthechea varicosa (Bateman ex Lindl.) W.E.Higgins (1997 publ. 1998).
- Prosthechea vasquezii Christenson (2003).
- Prosthechea venezuelana (Schltr.) W.E.Higgins (1997 publ. 1998).
- Prosthechea vespa (Vell.) W.E.Higgins (1997 publ. 1998).
- Prosthechea vinacea Christenson (2003).
- Prosthechea vitellina (Lindl.) W.E.Higgins (1997 publ. 1998).
- Prosthechea widgrenii (Lindl.) W.E.Higgins (1997 publ. 1998).

## Hybrides primaires
Espèces issues du croisement de deux espèces botaniques d'un même genre.
Prosyclia 'Green Hornet' = Prosthechea cochleata × Encyclia lancifolia(H&R nurseries)

## Hybrides intergénériques
- Catteychea (Ctyh.) [ Cattleya × Prosthechea ]
- Epithechea (Etc.) [ Epidendrum × Prosthechea ]
- Procycleya (Pcc.) [ Cattleya × Encyclia × Prosthechea ]
- Prosarthron (Prh.) [ Caularthron × Prosthechea ]
- Prosavola (Psv.) [ Brassavola × Prosthechea ]
- Proslaeliocattleya (Plc.) [ Cattleya × Laelia × Prosthechea ]
- Proslia (Psl.) [Laelia × Prosthechea]
- Prostonia (Pros.) [ Broughtonia × Prosthechea ]
- Prosyclia (?.) [ Encyclia × Prosthechea ]
- Schomechea (Smh.) [ Prosthechea × Schomburgkia ]

## Sources
- (en) Chiron, G. R., « Contribution a l'etude de Prosthechea section Parviloba (Orchidaceae) », Richardiana, vol. 5, no 3,‎ 2005, p. 129–153  (en français)
- (en) Higgins, W. E., « A reconsideration of the genus Prosthechea (Orchidaceae) », Phytologia, vol. 82,‎ 1997[1998], p. 370–383
- (en) Higgins, W. E., van den Berg, C., Whitten, W. M., « A Combined Molecular Phylogeny of Encyclia (Orchidaceae) and Relationships within Laeliinae », Selbyana, vol. 23,‎ 2003, p. 165–179

- (en) World Checklist of Selected Plant Families (WCSP) : Prosthechea
- (en) NCBI : Prosthechea (taxons inclus)